# Epelis
Epelis es un género de polillas perteneciente a la familia Geometridae. Es una especie que vuela solo durante el día y que se encuentra distribuida prácticamente de costa a costa en Canadá y Estados Unidos. Fue descrita por George Duryea Hulst en 1896.
El género cuenta con dos especies:

| Epelis | \| \| Epelis carbonaria Clerck, 1759 \| \| \| \| \| \| Epelis truncataria (Walker, 1862) \| \| \| \| |
|        | \| \| Epelis carbonaria Clerck, 1759 \| \| \| \| \| \| Epelis truncataria (Walker, 1862) \| \| \| \| |
|        | Epelis carbonaria Clerck, 1759                                                                       |
|        | |
|        | Epelis truncataria (Walker, 1862)                                                                    |
|        | |